# Tor Obrestad
Tor Obrestad (ur. 12 lutego 1938 w Hå, Jæren, zm. 25 stycznia 2020 w Nærbø) – norweski poeta, prozaik, tłumacz i autor biografii kilku norweskich pisarzy.
Debiutował w 1966 r. równolegle wydanymi tomami: wierszy Kollisjon i opowiadań Vind. Otrzymał za nie nagrodę im. Tarjei Vesaasa dla najlepszego debiutanta. Opublikował dziesięć tomów poezji, pięć zbiorów opowiadań, siedem powieści, dwie książki dla dzieci, kilkanaście szkiców literackich i historycznych oraz biografie Arne Garborga, Huldy Garborg, Einara Førde i Alexandra Kiellanda. Ponadto tłumaczył m.in. dzieła Dylana Thomasa, Bohumila Hrabala, Raymonda Carvera i Anny Świrszczyńskiej (wybór wierszy Jestem baba, nor. Eg er kvinnefolk, 1990). Tor Oberstad pisze w języku nynorsk.